# 太平镇 (清远市)
太平镇是清新县的清西四镇（三坑、山塘、回澜、太平）之一，距离清远市区约17公里，辖有年丰、金门、石桥、马岳、马塘、天良、天塘、大楼、中南、蒲兴等管理区，大部分是平原区，南面与山塘和三坑两镇相连，北面是小秦和大秦山区与石马南冲相连。2020年人口56935人。

## 行政区划
太平镇下辖以下村级行政区划单位
太平社区、大楼村、楼星村、大南村、中南村、南北村、南蒲村、蒲兴村、沙塘村、龙湾村、天塘村、天良村、马岳村、年丰村、石桐村、北坑村、金门村、山心村、郭屋村、车公洞村、团结村、马塘村和秦皇村。

## 人口
2020年人口56935人。，近年来因鞋厂有近万人的外来工，及从阳山等地迁来的人口有几千。
姓氏年丰管理区较多的是陈姓、赖姓，蒲兴管理区较多的是曾姓，金门管理区较多的有林姓、石桥管理区较多的有张姓。

## 语言
语言主要以粤语（或叫白话，畲声）为主，几乎全部人都能用清远白话来沟通,亦有40%以上的人用客家话的一个变种——硬话沟通，学校主要以白话或普通话（小学以普通话为主，中学兼有清远白话）为主要教学语言。

## 经济
主要以农业为主，近年因广东省产业转移的原因,部分工业转移到清西四镇，工业开始提升发展，但本地人基本以农业为主，主要种植水稻（夏秋两季，冬春弃种休田），近五年旱地大量种植沙塘桔。
太平镇北面有大秦水库，太平镇附近的管理区的生活用水和工业用水的来源地，水质清洁干净。

## 教育
学校有由原太平一中，太平二中，太平三中合并后的太平镇初级中学，原有六十多年历史的太平中学已解散迁往回澜燕子岗的县第三中学合并。